# 月灯り
「月灯り」（つきあかり）は、雨宮天の楽曲。沢井美空が作詞・作曲を手掛けた。
雨宮の2枚目のシングルとして2014年11月19日にMusicRay'nから発売された。
テレビアニメ『アカメが斬る!』の第2クールエンディングテーマに起用された。同作へは、1枚目のシングル表題曲「Skyreach」に続く起用となる。

## シングルリリース
2014年11月19日にMusicRay'nから発売された。
販売形態は初回生産限定盤（SMCL-359/360）・通常盤（SMCL-361）・期間生産限定盤（SMCL-362）の3種リリースで、初回限定盤には本曲のPVおよびTV SPOTの15秒バージョンと30秒バージョンを収録したDVDが同梱されている。

## シングル収録内容
| #         | タイトル                 | 作詞      | 作曲      | 編曲      | 時間  |
| --------- | ------------------------ | --------- | --------- | --------- | ----- |
| 1.        | 「月灯り」               | 沢井美空  | 沢井美空  | TATOO     | 4:21  |
| 2.        | 「チョ・イ・ス」         | ルック    | 友永香鈴  | 友永香鈴  | 5:28  |
| 3.        | 「月灯り」(Instrumental) |           |           |           | 4:19  |
| 合計時間: | 合計時間:                | 合計時間: | 合計時間: | 合計時間: | 14:08 |

| #  | タイトル                          | 作詞 | 作曲・編曲 |
| -- | --------------------------------- | ---- | ---------- |
| 1. | 「月灯り」(Music Clip)            |      |            |
| 2. | 「月灯り」(TV SPOT 15sec + 30sec) |      |            |

## チャート
| チャート（2014年） | 最高位 |
| ------------------ | ------ |
| オリコン           | 25     |